# Natriurese
Natriurese é o processo de excreção de sódio pela urina através da ação dos rins. Essa ação é facilitada pelos natriuréticos ventriculares e atriais, bem como pela calcitonina, e é inibida por compostos químicos como a aldosterona. A natriurese reduz a concentração de sódio no sangue e também causa diminuição do volume sanguíneo devido à osmose, que extrai líquido da circulação sanguínea e promove sua excreção junto ao sódio pela urina. Muitos fármacos diuréticos utilizam esse mecanismo de ação, sendo úteis para tratar condições médicas como hipernatremia e hipertensão, as quais envolvem excesso de volume do sangue.
O excesso de natriurese pode ser causado por:
- Doença cística medular
- Síndrome de Bartter
- Fase diurética da necrose tubular aguda
- Alguns diuréticos
- Doenças renais primárias
- Hiperplasia adrenal congênita
- Síndrome de hipersecreção inadequada de hormônio antidiurético

Os hormônios natriuréticos endógenos incluem:
- Peptídeo natriurético atrial
- Peptídeo natriurético cerebral
- Peptídeo natriurético tipo C